# José Luis Martínez Gómez
José Luis Martínez Gómez (Saragossa, 19 de febrer de 1935 - La Palma, 10 de setembre de 2017) va ser un jugador de bàsquet espanyol. Formava un trio de germans jugadors de bàsquet al costat del llegendari Alfonso Martínez, que va ser 146 vegades internacional amb la selecció espanyola, i de Miguel Ángel Martínez, qui va tenir una carrera més modesta.
Es va traslladar amb la seva família a viure a Barcelona quan tenia 11 anys. Als 13 anys es va iniciar en el Col·legi La Salle Bonanova. Als 14, convidat per Fernando Font, va ingressar al planter del FC Barcelona. A l'any següent, amb tan sols 15 anys, ja forma part del primer equip culer, romanent fins a l'any 1955 al Barcelona.
Posteriorment va fitxar per l'Aismalíbar Montcada, on va jugar un any. Després va fitxar pel Reial Madrid, juntament amb el seu germà Alfonso, on van jugar dos anys abans de tornar al Barça, on va estar dos anys més fins que el president Enric Llaudet va desmantellar la secció de bàsquet del Barcelona (el conegut Llaudetazo). Així doncs, en la temporada 1961-62 els dos germans van fitxar pel Joventut de Badalona. José Luis hi va militar un any, retirant-se llavors de l'alt nivell, passant a jugar en competicions de menys exigències com a entrenador-jugador a l'Espanyol, Vic i Caixa de Pensions.
Va ser internacional amb Espanya en 22 ocasion, participant en els Jocs del Mediterrani de 1955, en que va guanyar la medalla d'or, i en el Campionat d'Europa de bàsquet masculí de 1959 celebrat a Turquia.